# Alfa Romeo P3
Alfa Romeo P3, P3 monoposto или Tipo B является классическим Гран-при автомобилем, разработанный Витторио Джано, одной из моделью ряда Alfa Romeo 8C. P3 был по настоящему первым одноместным гоночным автомобилем серии Гран-при и вторым для Alfa Romeo модель monoposto после Tipo A monoposto, выпущенного в 1931 году. Данная модель была построена на ранней успешной Alfa Romeo P2. Джано извлек все уроки из данного автомобиля, вернулся к чертежной доске, чтобы создать автомобиль, который мог ездить дольше, чем протяженность одной гонки. P3 стала первым настоящим одноместным гоночным автомобилем, на который был установлен супертурбированный восьмицилиндровый (L8) двигатель. Автомобиль был слишком лёгким для того периода, и весил чуть больше 680 кг (1,500 lb), несмотря на использование железного блока двигателя.
P3 была предоставлена в июле в середине сезона Гран-при 1932 года в Европе, начав свою первую гонку с победы, добытой руками Тацио Нуволари. Затем было выиграно 6 гонок этого года с пилотами Нуволари и Рудольфом Караччолой, включая все 3 основные: Гран-При Италии, Франции и Германии.
Гран-при сезона 1933 года принёс финансовые трудности команде Alfa Corse, в результате чего, автомобили просто не участвовали в соревнованиях, а Альфе Ромео пришлось почивать на лаврах. Энцо Феррари пришлось бежать со своей отколовшейся командой Scuderia Ferrari, используя старые и менее эффективные Alfa Monza. Alfa уклонялась до Августа, пропустив первые 25 гоночных события, и только после долгих споров модель P3 была окончательно передана в руки Scuderia Ferrari. Затем автомобили P3 выиграли 6 из финальных 11 событий сезона, включая 2 главных Гран-при Италии и Испании.
Новые правила для Гран-при сезона 1934 года принесли большие требования к кузову, так, чтобы противодействовать этому, мощность двигателя была снижена до 2,9 литра. Луис Чирон (Louis Chiron) выиграл Гран-при Франции в Montlhery, в то время как немецкие Silver Arrows выиграли в других четырёх гонках чемпионата Европы. Однако P3 выиграла 18 из всех 35 Гран-при, проводящихся по всей Европе.
В Гран-при сезона 1935 года P3 была неконкурентоспособна против мощных немецких автомобилей в 6 гонках Чемпионата Европы. Но это не помешало достичь последнюю и легендарную рабочую победу. Двигатель P3 был сделан мощностью 3,2 литра, специально для Нуволари для Гран-при Германии 1935 года на трассе Нюрбургринг, в родных землях Mercedes-Benz и Auto Union. В гонке Нуволари проколол колесо в самом начале своего лидерства, но после пит-стопа он вырвался вперед на последнем круге, когда Манфред фон Браухич(Manfred von Brauchitsch), управлял превосходным Mercedes Benz W25 проколол колесо, оставив Нуволари одного с триумфом в гонке перед ошеломлённой толпой 300000 немцев.

«Я никогда не слышал такого, — рассказывал Энцо Феррари, — двести тысяч человек, только что готовые взвыть от восторга, разом замолчали. Нуволари финишировал в полной тишине. Это было потрясающе!»

Ловкость и универсальность P3 позволила ей выиграть 16 из 39 Гран-при в 1935 году. P3 заслужила своё место в истории как действительно сильнейший гоночный автомобиль.
Последний гоночный сезон датирован 1935 годом.

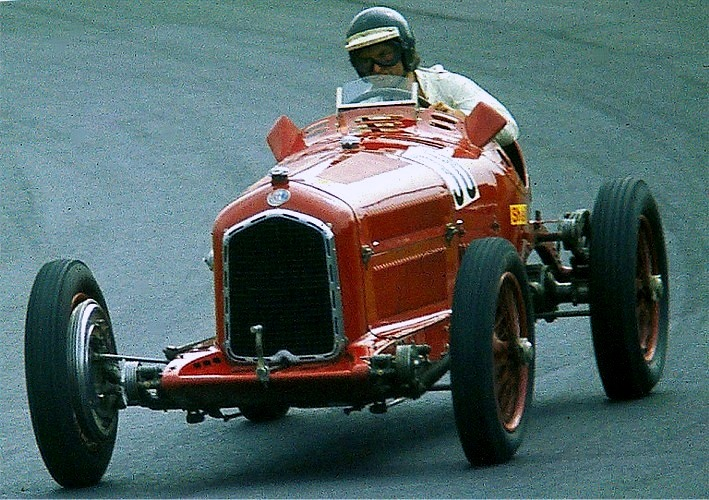
Алан де Каденет(Alain de Cadenet) на Alfa Romeo P3.
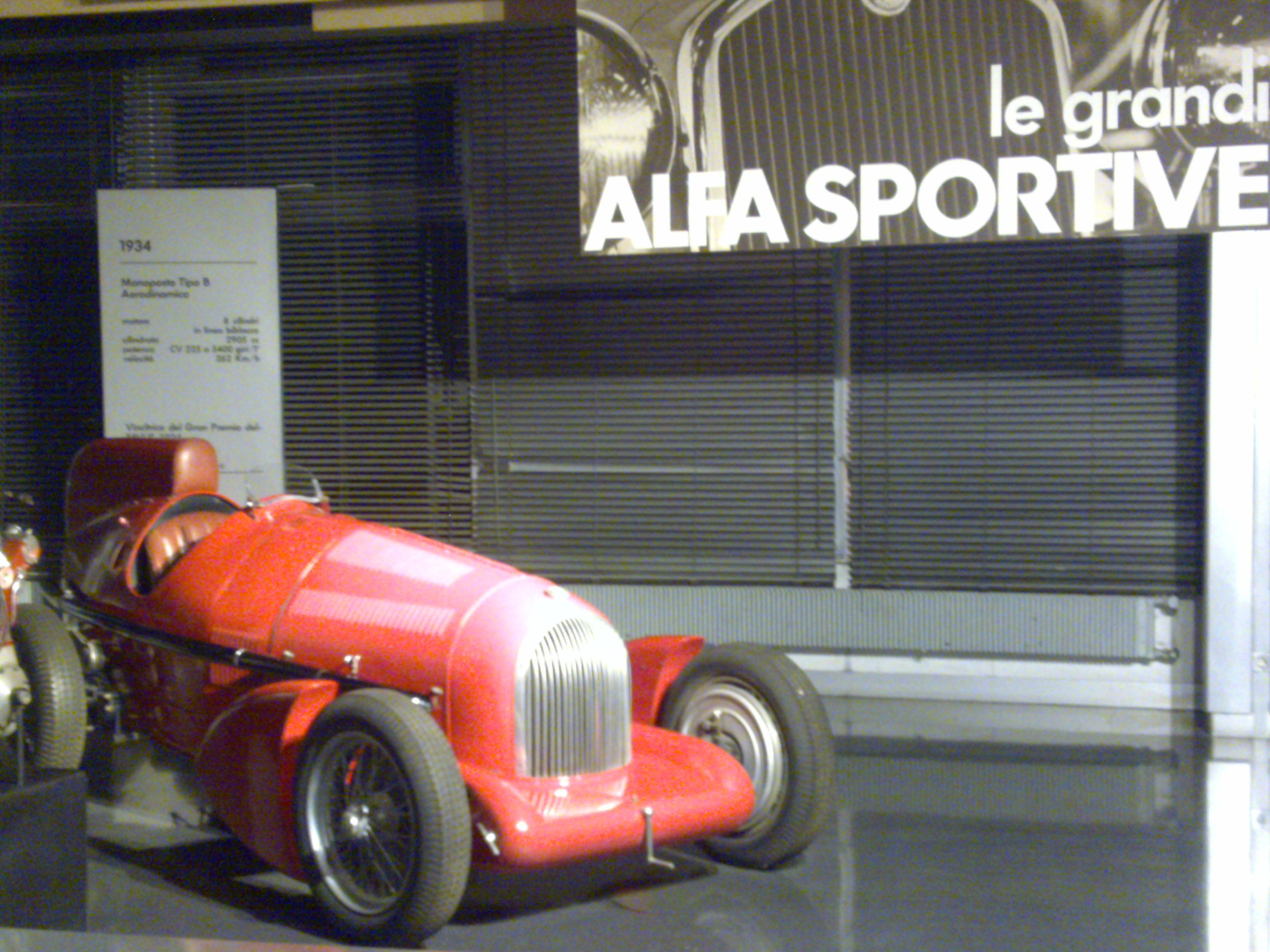
Tipo B Aerodinamica с гонщиком Гай Молл во время триумфа на трассе Афус в 1934.

## Победы автомобиля
Общее число: 46 побед.

1932 Гран-при Италии, Тацио Нуволари
1932 Гран-при Франции, Тацио Нуволари
1932 Гран-при Германии, Рудольф Караччола
1932 Кубок Сиано, Тацио Нуволари
1932 Кубок Акербо, Тацио Нуволари
1932 Гран-при Монца, Рудольф Караччола
1933 Кубок Акербо Луиджи Фаджоли,
1933 Гран-при du Comminges Луиджи Фаджоли
1933 Гран-При Марселя Луи Широн,
1933 Гран-при Италии Луиджи Фаджоли
1933 Трасса имени Масарика Луи Широн
1933 Гран-при Испании Луи Широн
1934 Гран-при Монако, Гай Молл(Guy Moll),
1934 Гран-при Александрии Акилле Варци,
1934 Гран-при Триполи Акилле Варци,
1934 Гран-при Марокко, Луи Широн,
1934 Targa Florio, Акилле Варци,
1934 трасса АФУС, Гай Молл (Guy Moll),
1934 Mannin Moar, Брайн Е. Льюис (Brian E. Lewis)
1934 Montreux Grand Prix, Карло Феличе Тросси
1934 Penya Rhin GP, Акилле Варци,
1934 Гран-при Франции, Луи Широн,
1934 Grand Prix de la Marne, Луи Широн
1934 GP de Vichy, Карло Феличе Тросси,
1934 Гран-при Германии Тацио Нуволари
1934 Кубок Сиано, Акилле Варци,
1934 Гран-при Ниццы, Акилле Варци,
1934 GP du Comminges, Джанфранко Комотти(Gianfranco Comotti),
1934 Circuito di Biella, Карло Феличе Тросси,
1935 Гран-при По, Тацио Нуволари
1935 Bergamo Circuit, Тацио Нуволари
1935 Гран-при Франции, Раймон Соммер
1935 Biella Circuit, Тацио Нуволари
1935 Lorraine GP, Луи Широн
1935 Marne Гран-При, Рене Дрейфус (René Dreyfus)
1935 Dieppe Гран-При, Рене Дрейфус (René Dreyfus)
1935 Круг Варезе, Витторио Бельмондо (Vittorio Belmondo)
1935 Гран-при Германии, Тацио Нуволари
1935 Гран-при du Comminges, Раймон Соммер
1935 Кубок Сиано, Тацио Нуволари
1935 Гран-при Ниццы, Тацио Нуволари
1935 Кубок Сиано, Марио Тадини (Mario Tadini)
1935 Donington Гран-при, Рихард Шуттлеворт (Richard Shuttleworth)
1935 Кубок Сийи, Антонио Бривио (Antonio Brivio)
1935 Бруклендс Mountain Championship, Рихард Шуттлеворт (Richard Shuttleworth)